# Agrotis brunneomodesta
Agrotis brunneomodesta är en fjärilsart som beskrevs av Karl Schawerda. Agrotis brunneomodesta ingår i släktet Agrotis och familjen nattflyn. Inga underarter finns listade i Catalogue of Life.